# Holy Hell
Holy Hell è l'ottavo album in studio del gruppo musicale britannico Architects, pubblicato il 9 novembre 2018 dalla Epitaph Records e dalla UNFD.

## Descrizione

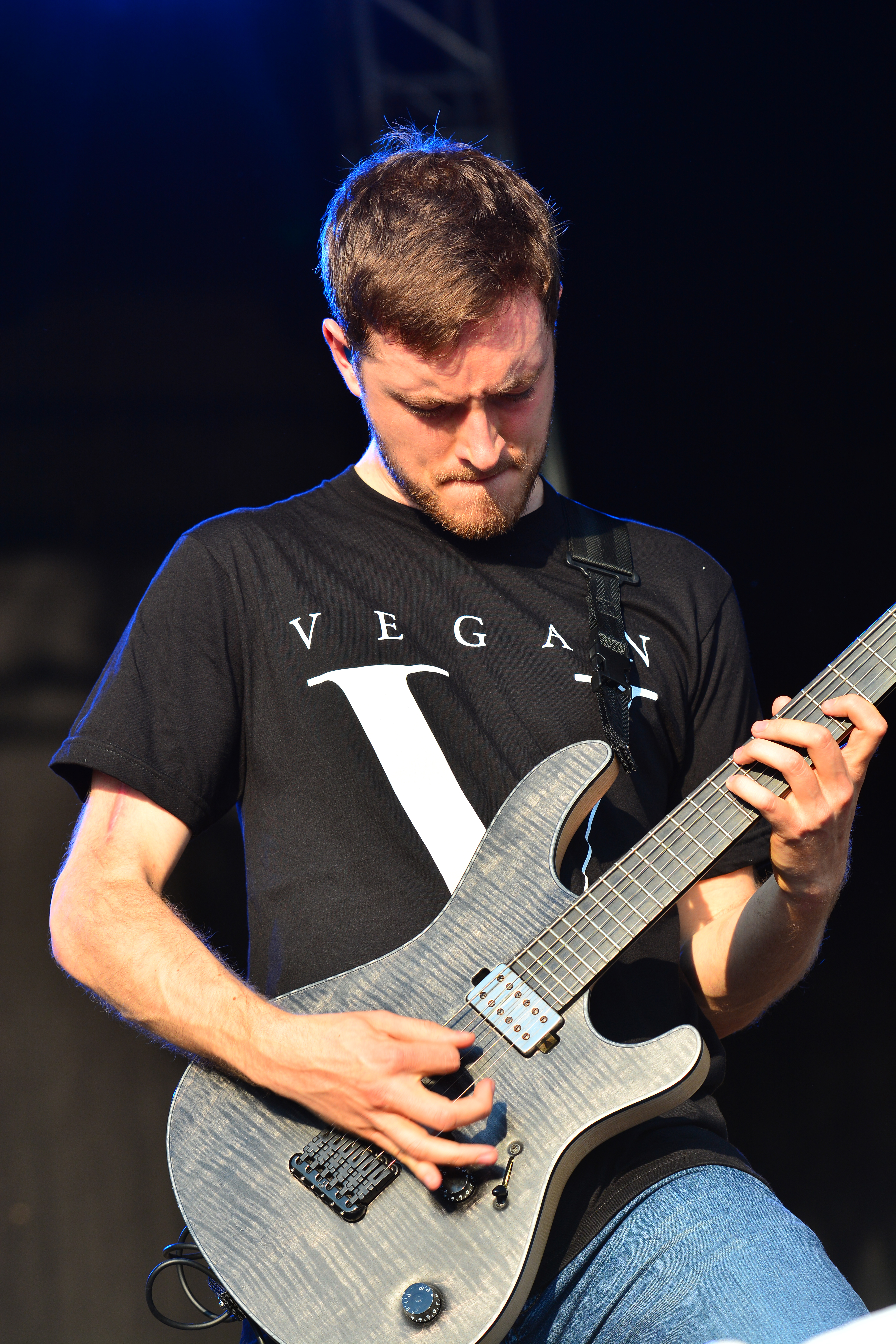
La scrittura dell'album è stata pesantemente influenzata dalla prematura scomparsa del fondatore e chitarrista degli Architects Tom Searle, avvenuta il 20 agosto 2016.

È il primo disco dopo la prematura dipartita del membro fondatore Tom Searle, avvenuta nel 2016 a causa di un melanoma. In sua sostituzione viene chiamato il chitarrista e cantante degli Sylosis, amico di Tom, Josh Middleton, che prende con il batterista (e fratello gemello di Tom) Dan Searle il ruolo di principale compositore dei brani del gruppo.
Parlando dell'album, Searle ha detto:
Nella scrittura dei testi è stato ispirato dallo stile del fratello, focalizzandosi sui vari aspetti della religione e in particolare sulle metafore giustapposte "paradiso e inferno" e "angeli e demoni".
L'album è stato anticipato dall'uscita del singolo Doomsday, primo brano registrato per il disco, pubblicato nel settembre 2017 con il relativo video musicale in memoria di Tom Searle, scomparso un anno prima. Il 17 ottobre 2017, a un mese dalla pubblicazione dell'album, viene pubblicato sul canale YouTube della Epitaph Records il documentario Holy Ghost, diretto da Tom Welsh, nel quale i componenti del gruppo Middleton parlano dell'eredità di Tom Searle, del processo di scrittura di Holy Hell e del loro spettacolo sold out all'Alexandra Palace di quell'anno. Nel documentario, Dan Searle dice:

## Accoglienza
L'album è stato accolto positivamente dalla critica specializzata, con una media di 90/100 su Metacritic. Paul Brown di Wall of Sound, che ha giudicato l'album con un voto di 10 su 10, lo ha definito «magnifico» e ha lodato la capacità dei componenti del gruppo di «riassumere perfettamente tutto il periodo all'interno della band di Tom Searle e contemporaneamente dare un inizio alla prossima era senza di lui».
James Christopher Monger di AllMusic ha recensito l'album con 4 stelle su 5, scrivendo che «Holy Hell è sia un demolirti che un ricostruirti, e anche se non è sempre un facile ascolto, è possibile trovarvici una travagliata catarsi nel suo tentativo di distillare il disordine del dolore in esplosioni di quattro minuti di demolizione sonora».
Kerrang! ha premiato l'album con il voto massimo, descrivendolo «straziante, inquietantemente desolato e emotivamente devastante». NME, che lo ha altresì recensito con il massimo voto, ha scritto che il gruppo «si rialza dalla tragedia per creare un moderno classico del genere metalcore».

## Tracce
Testi di Dan Searle, musiche degli Architects.
1. Death Is Not Defeat – 3:45
2. Hereafter – 4:15
3. Mortal After All – 3:39
4. Holy Hell – 4:13
5. Damnation – 4:08
6. Royal Beggars – 4:01
7. Modern Misery – 4:13
8. Dying to Heal – 3:50
9. The Seventh Circle – 1:48
10. Doomsday – 4:08
11. A Wasted Hymn – 4:34

## Formazione
Architects
- Sam Carter – voce
- Josh Middleton – chitarra, cori, produzione
- Adam Christianson – chitarra
- Alex Dean – basso, tastiera
- Dan Searle – batteria, programmazione, produzione

Altro personale
- Amelie Searle-Desbiens – cori
- Will Harvey e The Parallax Orchestra – strumenti ad arco
- Jordan Fish – produzione aggiuntiva in Doomsday
- Adam "Nolly" Getgood – ingegneria del suono, missaggio
- Peter Miles – ingegneria del suono (strumenti ad arco)
- Ermin Hamidovic – mastering
- Robin Adams – assistenza editing
- Joel Hamilton – assistenza editing
- Jordon Beal – assistenza aggiuntiva editing
- Dan Hillier – artwork
- Jon Barmby – layout